# Brachionycha nubeculosa
Brachionycha nubeculosa là một loài bướm đêm thuộc họ Noctuoidea. Nó được tìm thấy ở châu Âu.

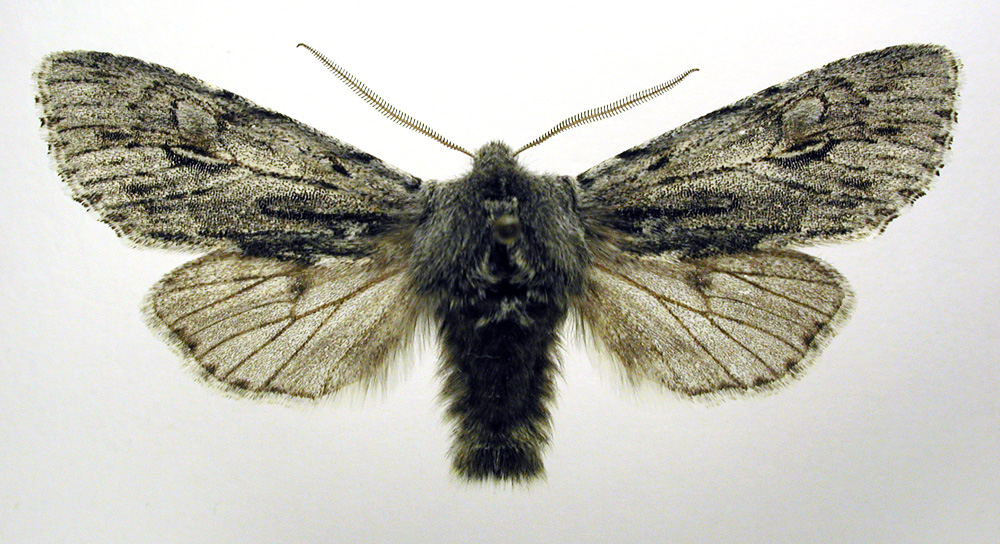
Bướm lột xác

Sải cánh dài 48–60 mm. The forewings are brown. Con trưởng thành bay từ tháng 3 đến tháng 4 .
Ấu trùng ăn các loài bạch dương, populus tremula, bird cherry, lonicera xylosteum, tilia, rhamnus frangula và aster.

## Hình ảnh

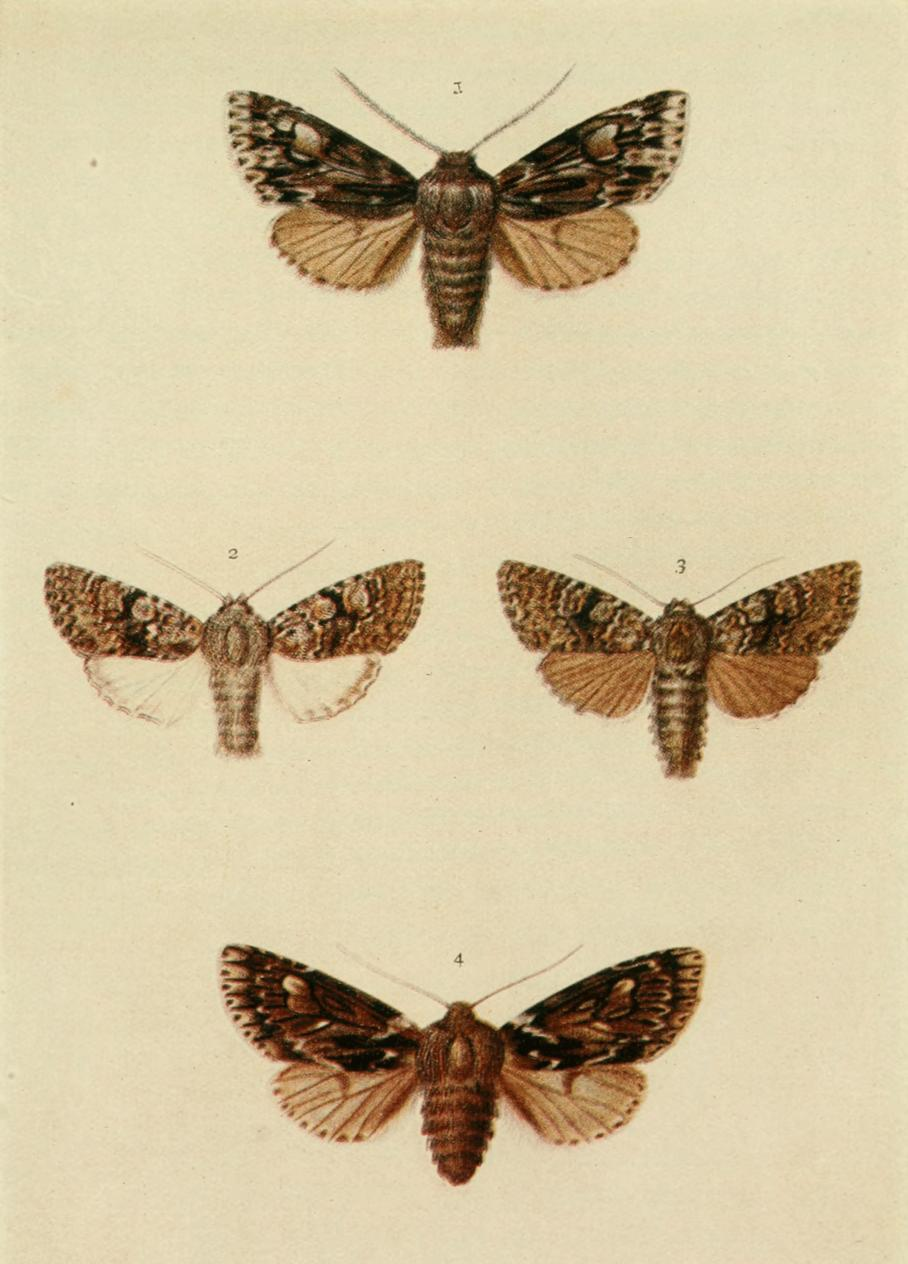